# Дирия, Ахмед Хассан
Ахмед Хассан Дирия (суахили Ahmed Hassan Diria; 13 июля 1937, Раха-Лео, Занзибар — 13 марта 2005, Германия) — сомалийско-танзанийский политик, государственный деятель и дипломат. Министр иностранных дел Танзании (1990—1993).

## Биография
Член социалистической партии Чама Ча Мапиндузи.
С 1954 года работал на государственной службе. В 1958—1961 годах изучал философию в колледже в Гане. После Занзибарской революции 1964 года был назначен комиссаром одного из двух главных острова Занзибара — Пемба. Занимал этот пост до 1965 года, когда перешёл в дипломатическую службу Танзании.
До 1989 года работал дипломатом, был послом в разное время в Заире, ФРГ, Египте, Японии и Индии. После этого вернулся в Танзанию из Германии, стал членом Национальной ассамблеи Танзании, занимал разные министерские должности.
В 1989 году вошёл в правительство Танзании, занимая должности министра информации и радиовещания (1989—1994) и министра иностранных дел (1990—1993).
Был членом парламента до своей смерти в 2005 году.
13 марта 2005 года скончался в больнице в Германии.